# Cruz de Cañote
Cruz de Cañote es una localidad peruana ubicada en el distrito de Ignacio Escudero, perteneciente a la provincia de Sullana del departamento de Piura, al norte del Perú. 

## Ubicación
Cruz de Cañote se ubica al oeste de la provincia de Sullana, en el distrito de Ignacio Escudero, en el departamento de Piura. 

## Demografía
En 2017 Cruz de Cañote tenía una población de 1 habitante.
| Gráfica de evolución demográfica de Cruz de Cañote entre 1993 y 2017 |
|                                                                      |
| Fuentes: Población 1993 y 2017                                       |